# Abbaye du Val-de-Grâce
L'abbaye du Val-de-Grâce est une ancienne abbaye française située dans l'actuel 5e arrondissement de Paris. Elle résulte du transfert de l'abbaye du Val profond, située à Bièvres.
L'abbaye, qui reste un modèle de construction religieuse du XVIIe siècle, est désaffectée sous la Révolution et devient un hôpital militaire en 1796.
En 1979, l'hôpital d'instruction des armées du Val-de-Grâce est transféré dans un nouvel établissement hospitalier construit plus à l'est sur l'ancien potager des bénédictines ; cet hôpital est lui-même fermé en 2016.
Les anciens bâtiments de l'abbaye abritent aujourd'hui le musée du service de santé des armées, la bibliothèque centrale du service de santé des armées, l'école du Val-de-Grâce, anciennement école d'application du service de santé des armées (EASSA). Il comporte également des chambres pour certains personnels hospitaliers.
L'église Notre-Dame du Val-de-Grâce, qui dépend désormais du diocèse aux Armées françaises, est ouverte au public aux mêmes heures que le musée (par lequel accèdent les visiteurs), ainsi que lors des offices (en particulier la messe dominicale) et des concerts de musique classique qui s'y déroulent régulièrement.

## Histoire

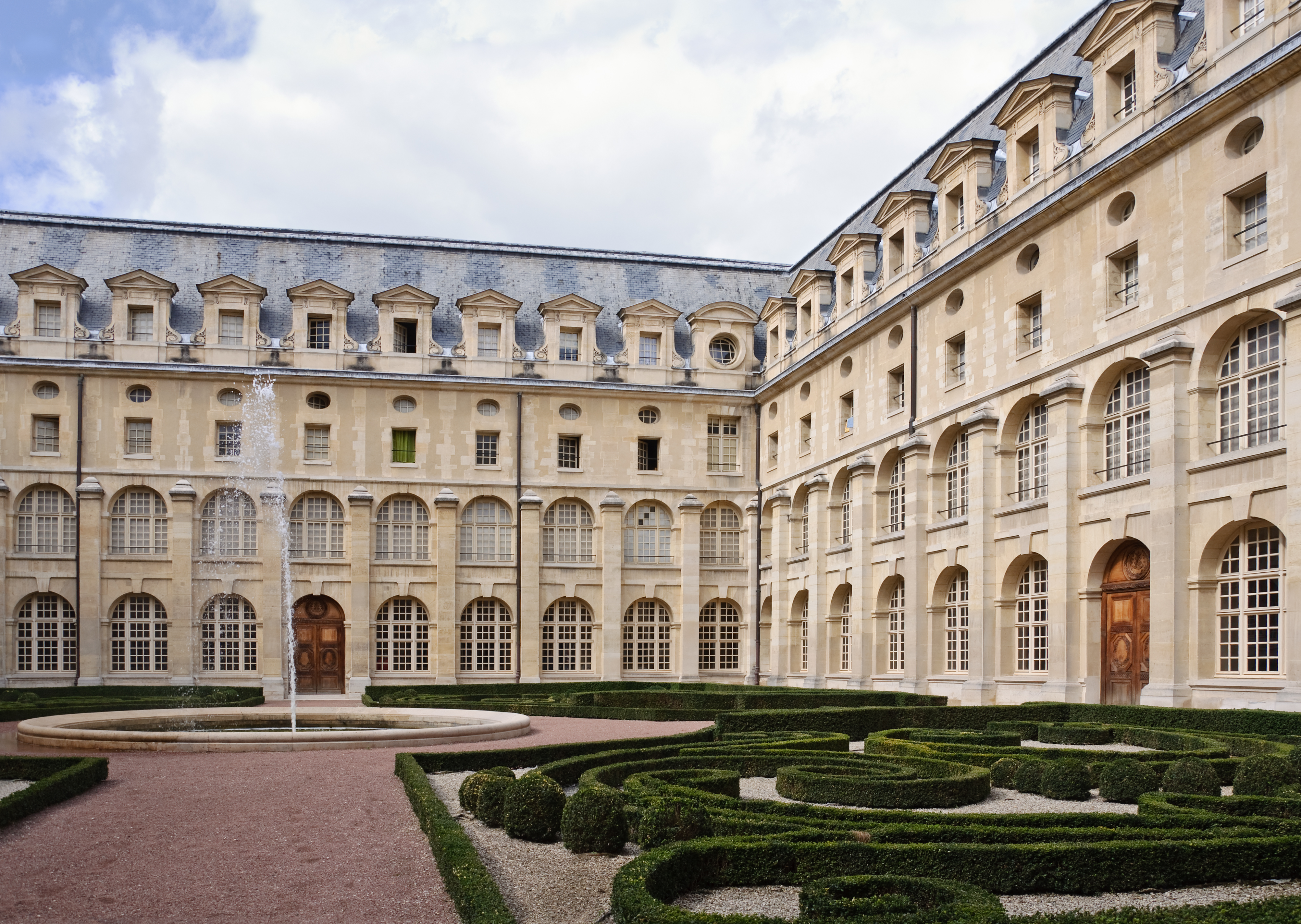
Ancienne abbaye du Val-de-Grâce à Paris : vue sur le cloître et son jardin à la française.

La fondatrice, la reine Anne d'Autriche, a été élevée dans les principes stricts de la Contre-Réforme. Devenue reine, elle prend l'habitude de visiter les monastères féminins de Paris et des alentours. Au prieuré du Val-de-Grâce de Bièvres, elle remarque la prieure Marguerite de Vény d'Arbouze et lui demande un siège abbatial. L'abbaye est alors fondée en 1621 et confiée à la nouvelle amie de la reine.
La première pierre est posée le 3 juillet 1624, sur un terrain donné par la couronne (l'ancien hôtel du Petit-Bourbon) et la construction s'échelonne lentement de 1624 à 1643. Cette première communauté est caractérisée par l'austérité de sa règle et l'archaïsme des bâtiments qui l'accueillent.
L'ensemble reste inachevé à cause de la disgrâce dont souffre la reine auprès du roi en 1636-1637. En effet, depuis sa fausse-couche de 1622, Anne d'Autriche est peu à peu délaissée par le roi. Ce dernier fait surveiller en particulier ses fréquentations par Richelieu. La reine est alors constamment épiée et politiquement fragilisée par sa stérilité (que les relations irrégulières avec Louis XIII n'arrangent pas). Elle aime donc se retirer au Val-de-Grâce (monastère ayant une dévotion particulière pour la Nativité…) où elle entretient des relations épistolaires avec quelques amies chassées de la cour par le roi. Lorsque son royal époux l'apprend, il lui interdit de fréquenter le Val-de-Grâce; c'est l'affaire dite du Val-de-Grâce. Cependant, quelques mois plus tard, Anne d'Autriche devient enceinte et donne enfin naissance à un héritier le 5 septembre 1638, le dauphin Louis-Dieudonné, futur Louis XIV.
Deux événements bousculent le destin de la reine et de sa fondation. Le 4 décembre 1642, le cardinal de Richelieu meurt et Mazarin entre quelques jours plus tard au Conseil. Le 14 mai 1643, le roi Louis XIII meurt à son tour, Mazarin devient alors « principal ministre ». Le dauphin n'a que cinq ans, Anne d'Autriche devient reine régente, en étroite collaboration avec le cardinal-ministre Mazarin.
La régente peut dès lors réaliser son vœu d'élever un « temple magnifique » si Dieu lui donnait un fils, « de rebâtir entièrement l'église et le monastère du Val-de-Grâce et de n'y épargner aucune dépense pour y laisser des marques éternelles de sa piété » (l'abbé de Fleury). La réalisation de ce vœu supposait trois conditions : un emplacement, une congrégation et des finances.
En 1645, Anne d'Autriche demande à François Mansart d’ajouter une église et un palais au couvent. Mais Mansart est renvoyé un an après le début des travaux, et seule l'église est construite en majeure partie selon ses plans. Les raisons de son renvoi tiennent sans doute au coût élevé des travaux (notamment ceux de consolidation des vides de carrière sous le terrain) et à l'incapacité de Mansart d' arrêter catégoriquement un seul projet.

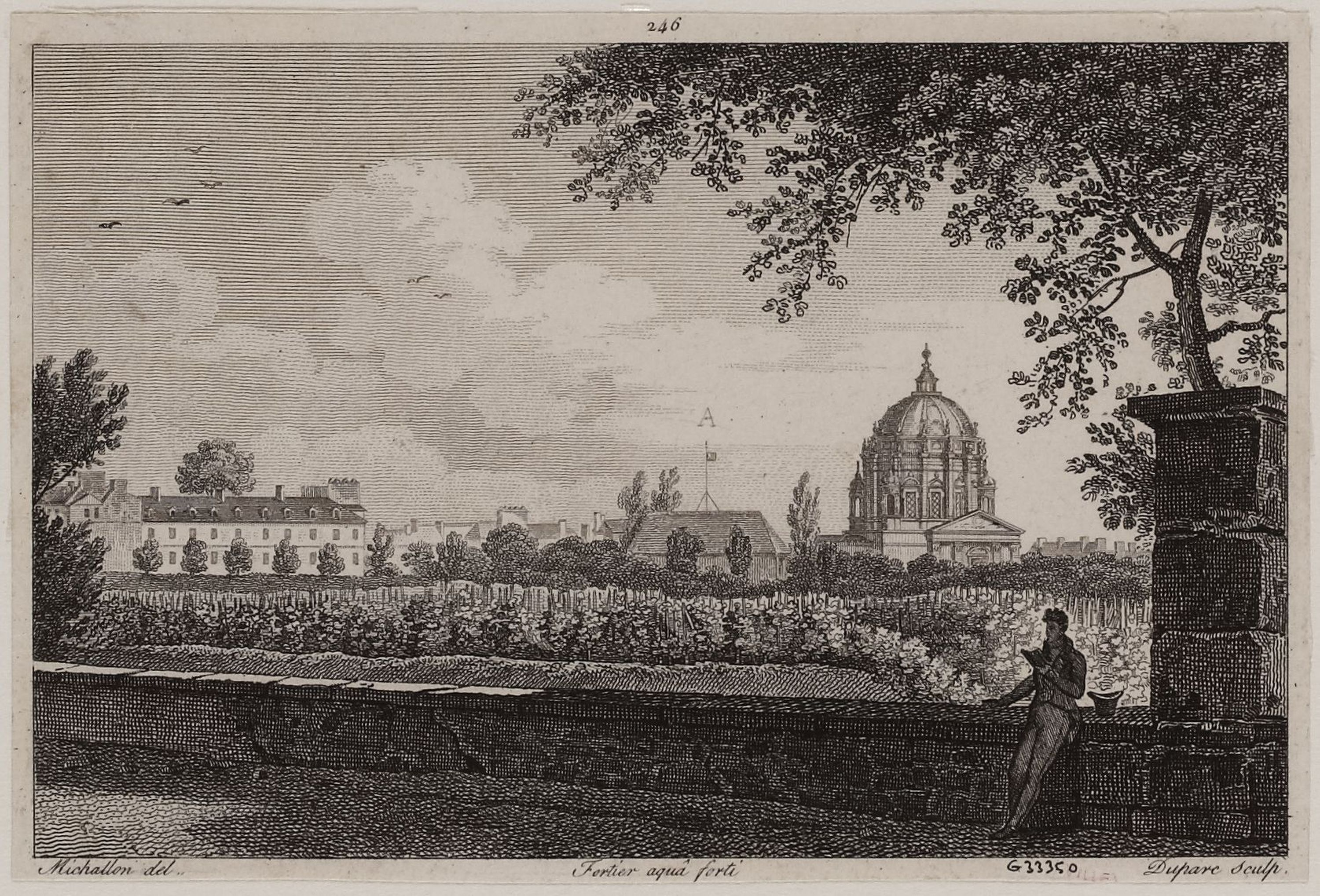
Vue de l'abbaye au début du XIXe siècle, gravée par Marie-Alexandre Duparc.

L'église Notre-Dame du Val-de-Grâce, dont la première pierre avait été posée en 1645 par le roi âgé de sept ans, est terminée en 1667 (l'édification fut confiée successivement à François Mansart, Jacques Lemercier, Pierre Le Muet et enfin Gabriel Le Duc).

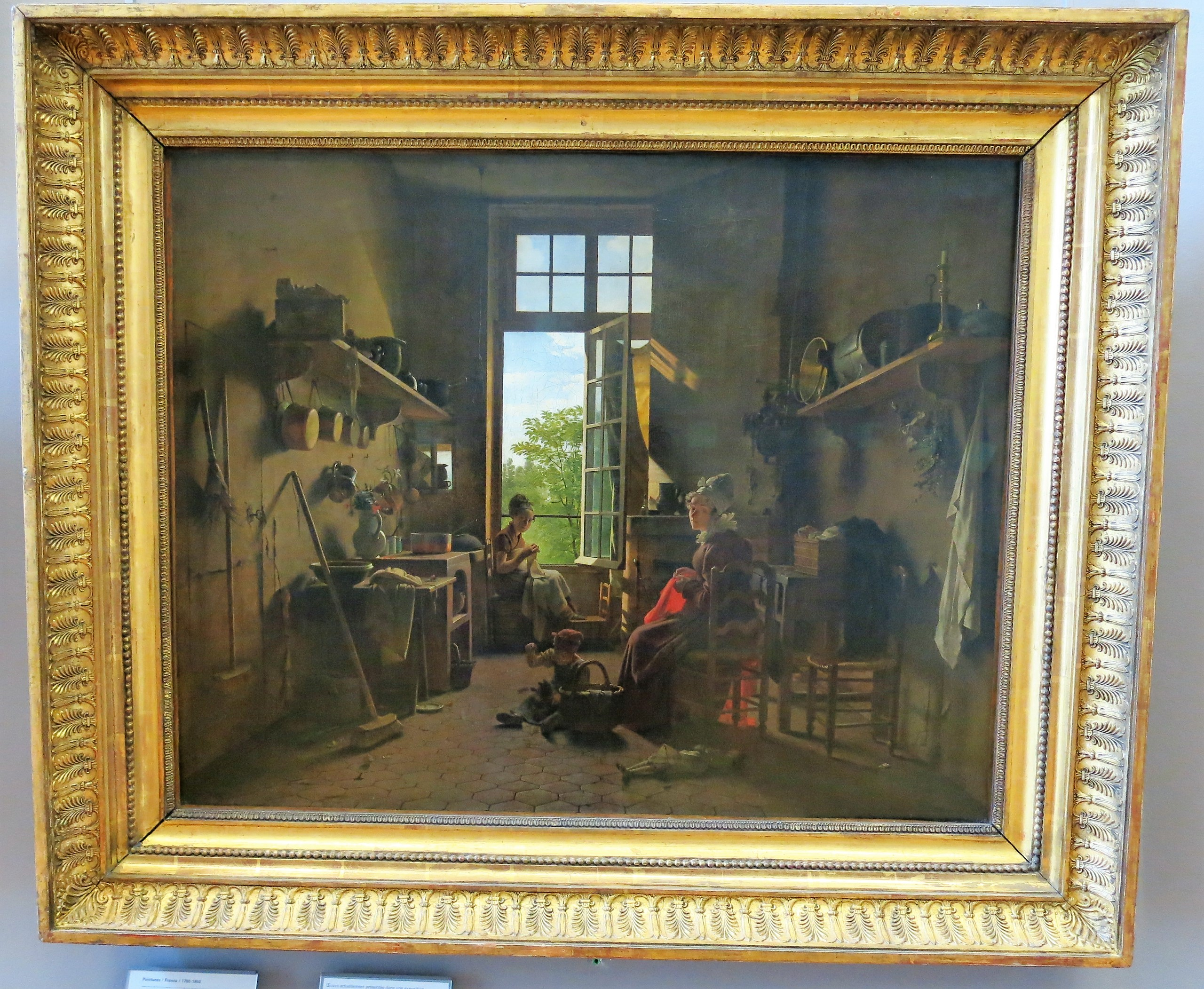
La peinture L'Intérieur d'une cuisine, où le brun momie aurait été utilisé.

À la Révolution, les symboles de la royauté sont effacés, la chapelle Sainte-Anne (qui abrite de nos jours l'orgue d'Aristide Cavaillé-Coll) est profanée : dans cette « chapelle des cœurs » qui renfermait les cœurs embaumés de 45 rois et reines de France, l'architecte Louis François Petit-Radel s'empare de treize urnes reliquaires en vermeil contenant les cœurs de plusieurs souverains ou personnages princiers (Anne d'Autriche, Marie-Thérèse d'Autriche), les vend ou les échange contre des tableaux à des peintres qui recherchaient la substance issue de l'embaumement ou « mummie » (substance très rare et hors de prix, résultat d'un mélange d'une matière organique, le cœur, macérée dans de l'alcool, et d'aromates) : une fois mêlée à de l'huile, elle était réputée donner un glacis incomparable aux tableaux.
Le 31 juillet 1793 la Convention nationale réaffecte l'ensemble monumental qui devient hôpital militaire en 1796 puis hôpital d'instruction.
Le 21 juin 2023, une explosion suivie d'un incendie provoque l'effondrement du pavillon qui ferme la cour de l'église au nord-ouest. Situé au no 277 de la rue Saint-Jacques, il abritait notamment l'école de mode privée Paris American Academy,. Ce bâtiment classé, œuvre de l'architecte Pierre Le Muet, qui possède son pendant de l'autre côté de la grille, devrait être reconstruit à l'identique.
À la suite de cette explosion, l’État a investi 1,6 million d’euros pour sécuriser le site et effectuer les premiers travaux de remise en état de l'église. En décembre 2023, il lance un appel au mécénat afin de récolter un million d’euros supplémentaire pour mener à bien les opérations de restauration proprement dites (restauration des verrières, détériorées par le souffle de l'explosion, et du baldaquin monumental surplombant le maître-autel et l'orgue).

## Les bâtiments aujourd'hui
Les bâtiments de l'ancienne abbaye sont classés au titre des monuments historiques en 1964 et 1990 :
- l'église Notre-Dame du Val-de-Grâce, y compris les sous-sols et les galeries entourant le chevet,
- l'avant-chœur des religieuses, son escalier octogonal, le chœur des religieuses et les galeries qui le bordent, l'ancienne sacristie des ecclésiastiques, ancienne sacristie des religieuses ;
- les façades et toitures des bâtiments situés de chaque côté de la façade de l'église ;
- les murs de clôture situés à droite et à gauche de la cour d'honneur, mur de clôture sur rue et grille qui le surmonte ;
- les façades et toitures des bâtiments entourant la cour du cloître ;
- à l'intérieur de ces bâtiments : 
  - les galeries du rez-de-chaussée et du premier étage ouvrant sur la cour du cloître,
  - l'escalier d'Anne d'Autriche,
  - l'ancienne salle capitulaire (cuisine),
  - l'escalier d'honneur en pierre et ses dégagements au rez-de-chaussée ;
  - l'ancienne cuisine (bibliothèque),
  - l'ancien réfectoire (salle d'honneur) ;
- dans le bâtiment Sud : 
  - l'escalier, le vestibule et le palier d'arrivée au premier étage,
  - le pavillon d'Anne d'Autriche, y compris le salon et la cheminée ;
- les façades et toitures du bâtiment entourant au Nord, à l'Ouest et au Sud la cour de Broussais ;
- l'ancien regard des eaux intégré dans ce bâtiment ;
- les façades et toitures du bâtiment au nord de la cour de l'église (détruit par l'incendie du 21 juin 2023) ;
- l'escalier intérieur du XVIIe siècle et sa rampe en fer forgé.

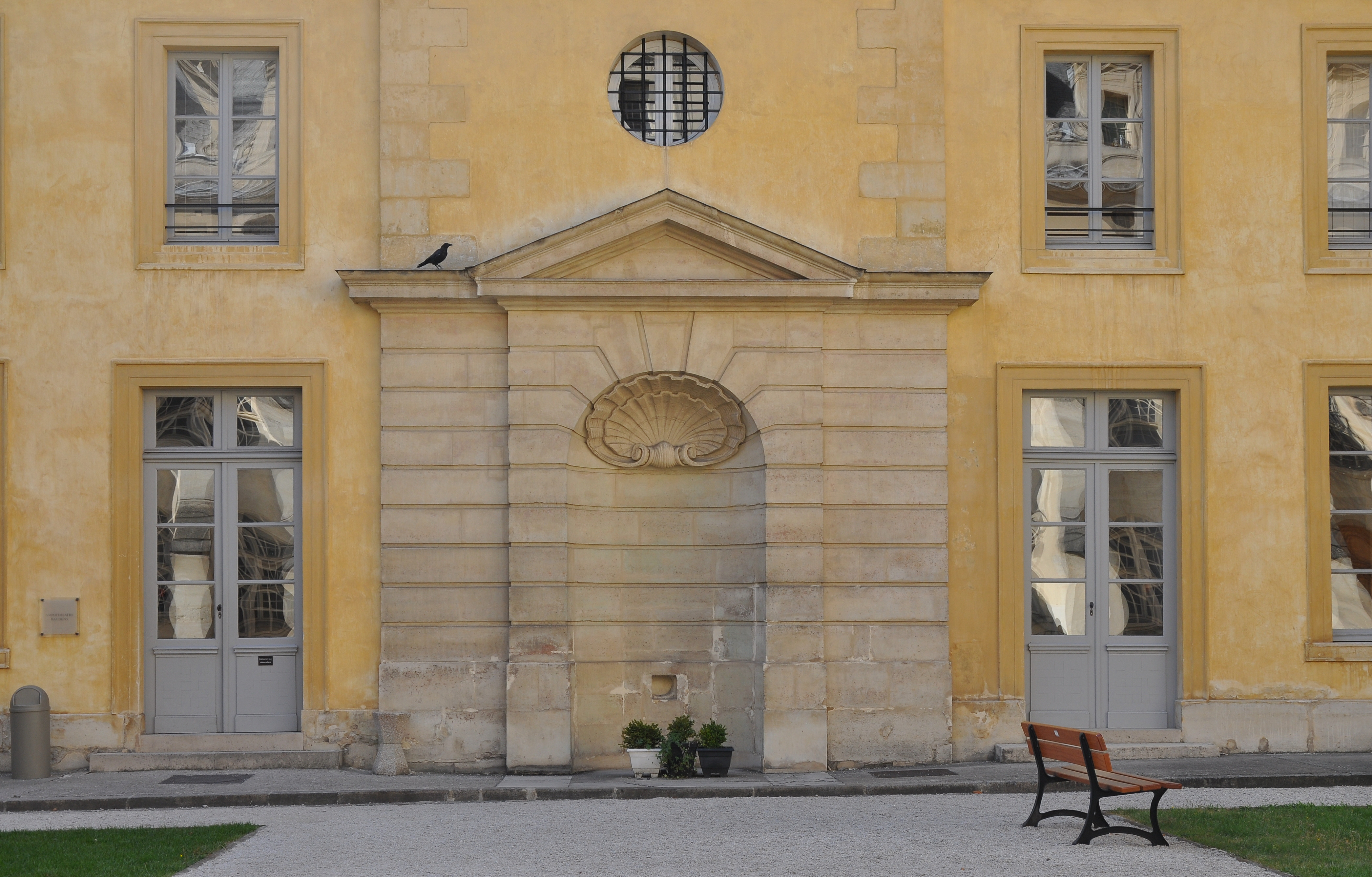
Cour Broussais.
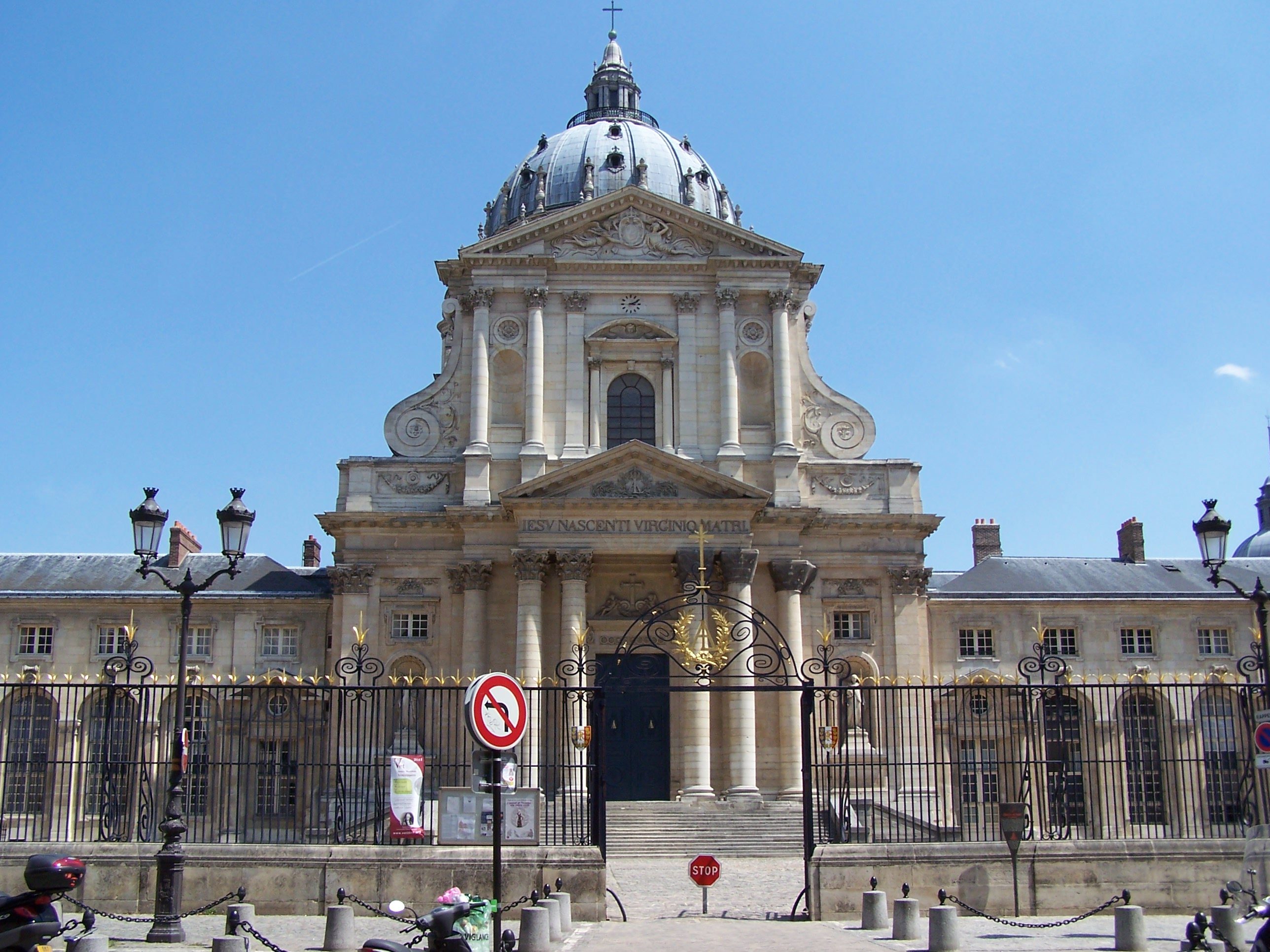
Église Notre-Dame du Val-de-Grâce.
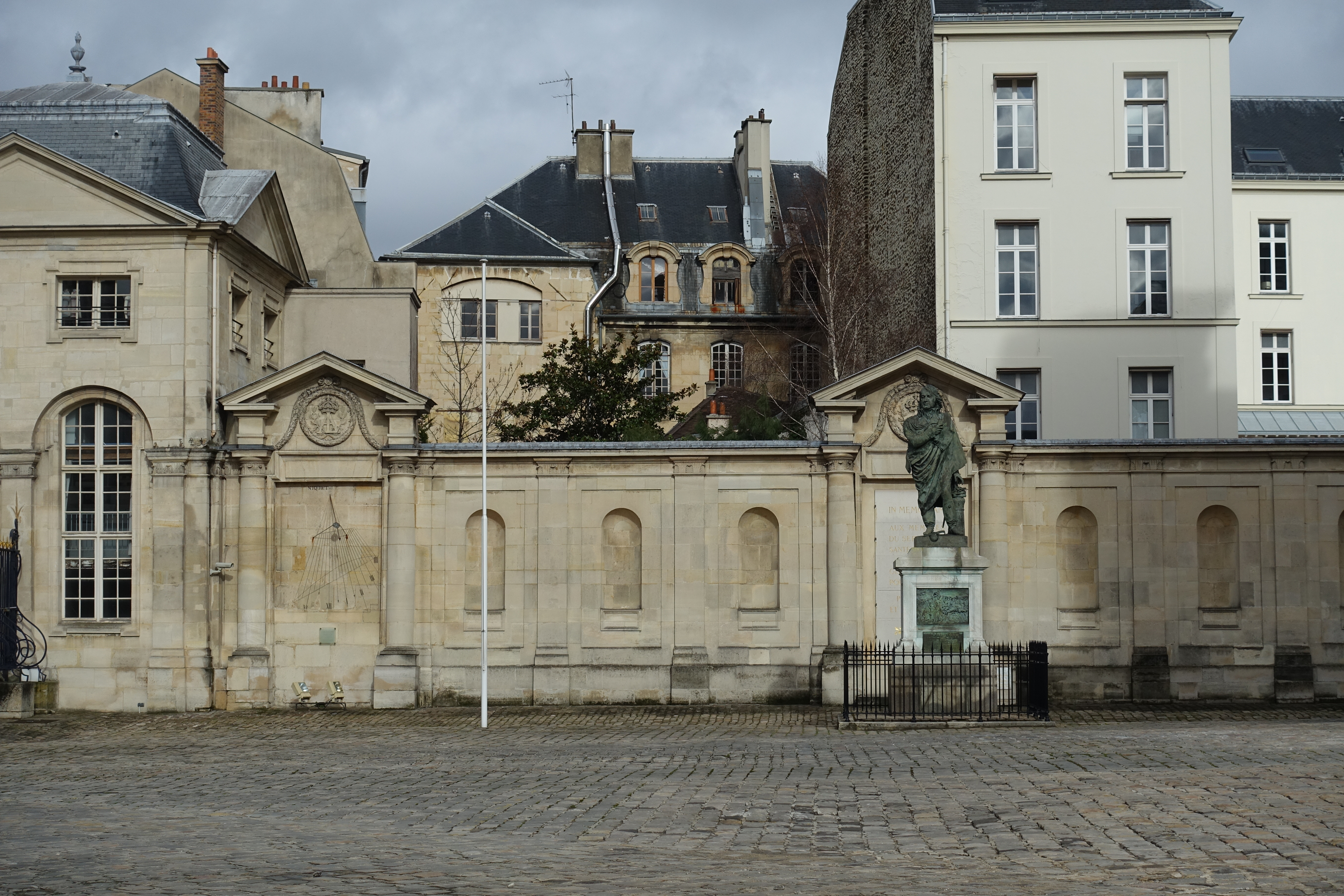
Bâtiment au nord de la cour de l'église dont le pavillon à gauche est détruit en 2023.

## Liste des abbesses

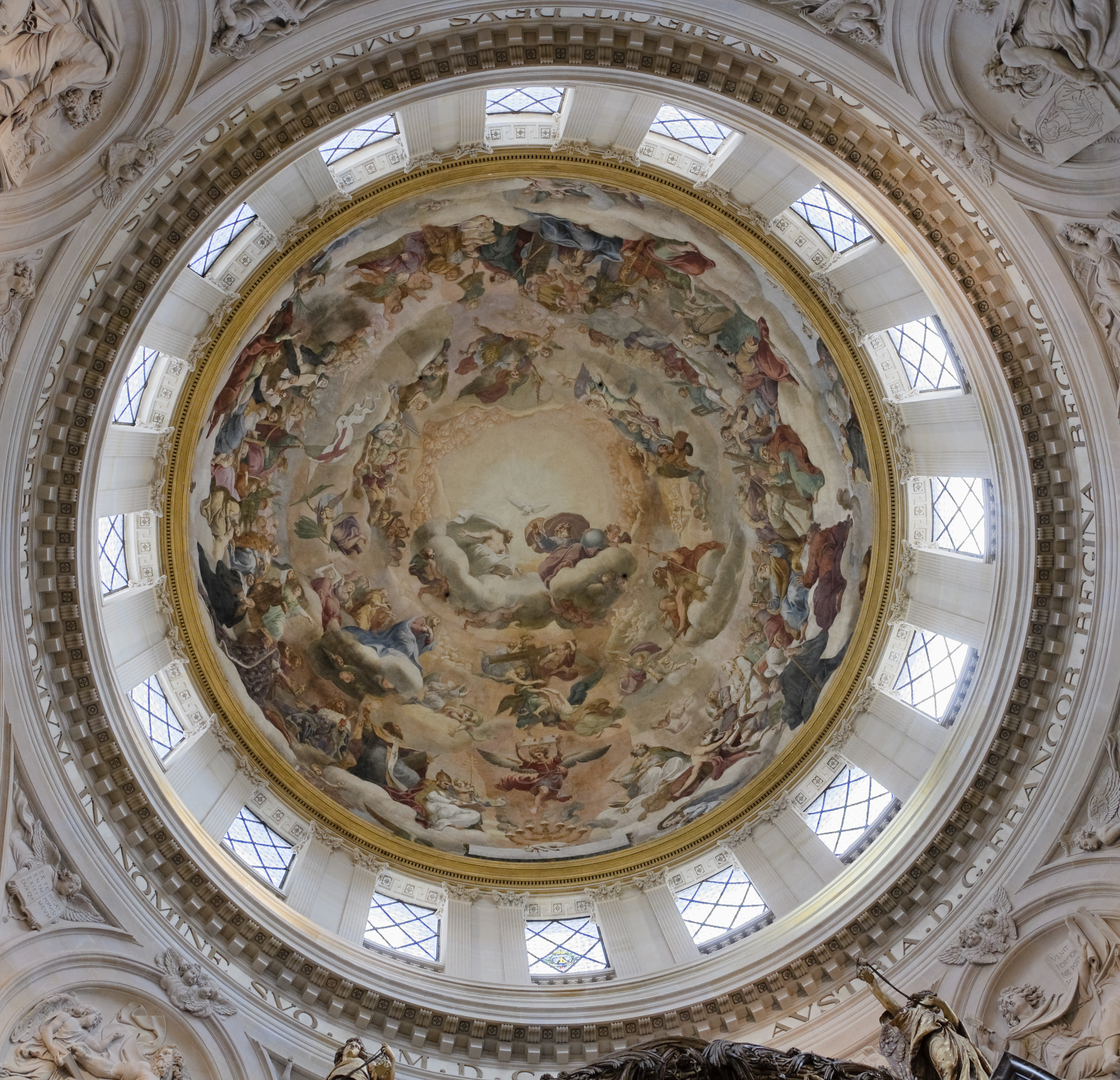
La gloire des Bienheureux, fresque de la coupole par Pierre Mignard.

- 1621-1626 : Marguerite de Vény d'Arbouze ; transfert depuis Bièvres
- 1626-1637 : Louise II de Milley
- 1637-1650 : Marie III de Burges
- 1650-1662 : Anne IV de Compans
- 1662-1674 : Marguerite V du Four (1)
- 1674-1683 : Anne V de Mangot (1)
- 1683-1686 : Marguerite V du Four (2)
- 1686-1696 : Anne V de Mangot (2)
- 1696-1699 : Anne VI de Barry
- 1699-1711 : Geneviève Perreau (1)
- 1711-1718 : Marie-Françoise Billon
- 1718-1724 : Geneviève Perreau (2)
- 1724-1726 : Magdeleine Langlois
- 1726-1729 : Nicole de Compans
- 1729-1789 : Gabrielle de Migennes du Bourgneuf